# Lonicera ciliosa
Lonicera ciliosa är en kaprifolväxtart som beskrevs av Jean Louis Marie Poiret. Lonicera ciliosa ingår i släktet tryar, och familjen kaprifolväxter. Inga underarter finns listade i Catalogue of Life.

## Bildgalleri

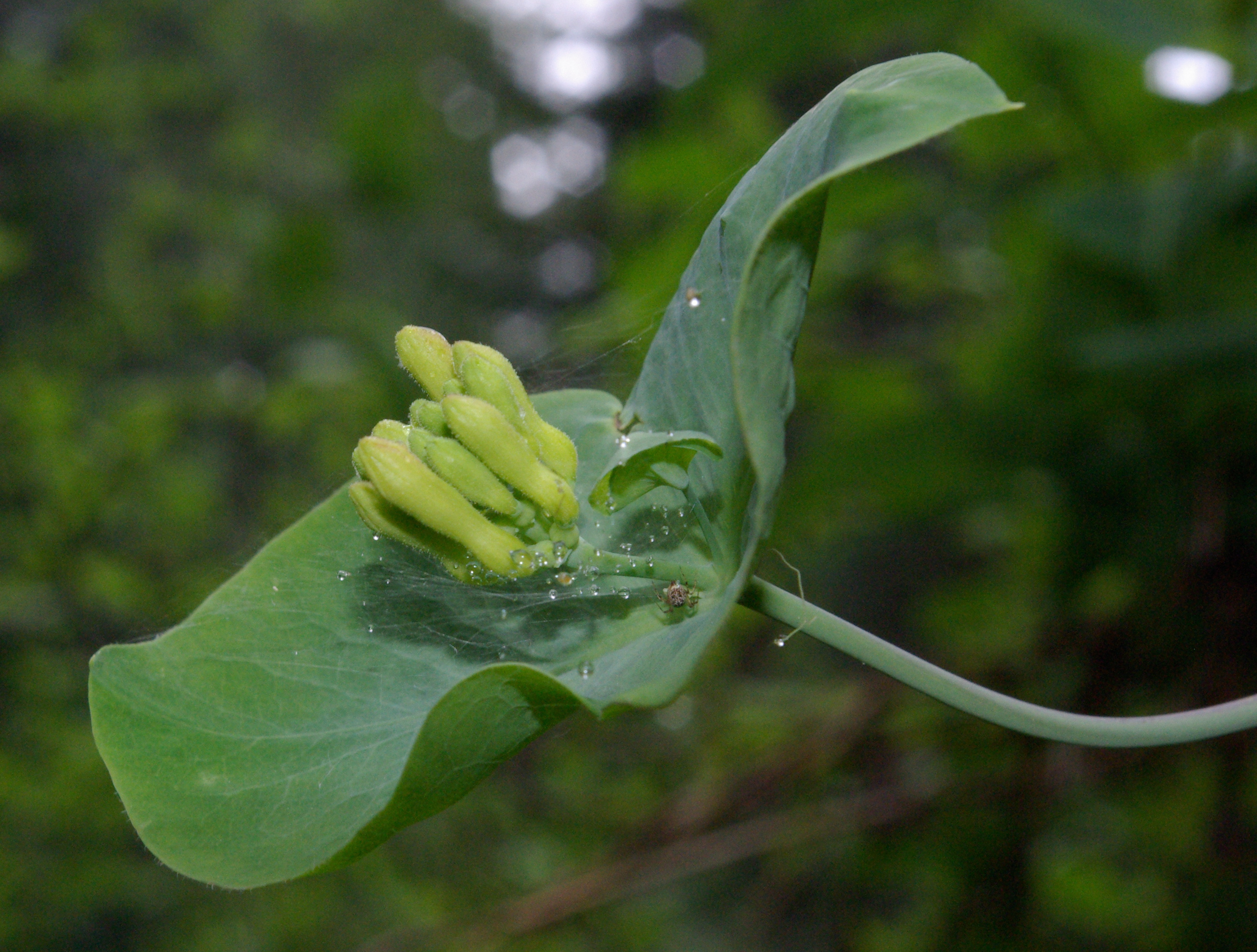
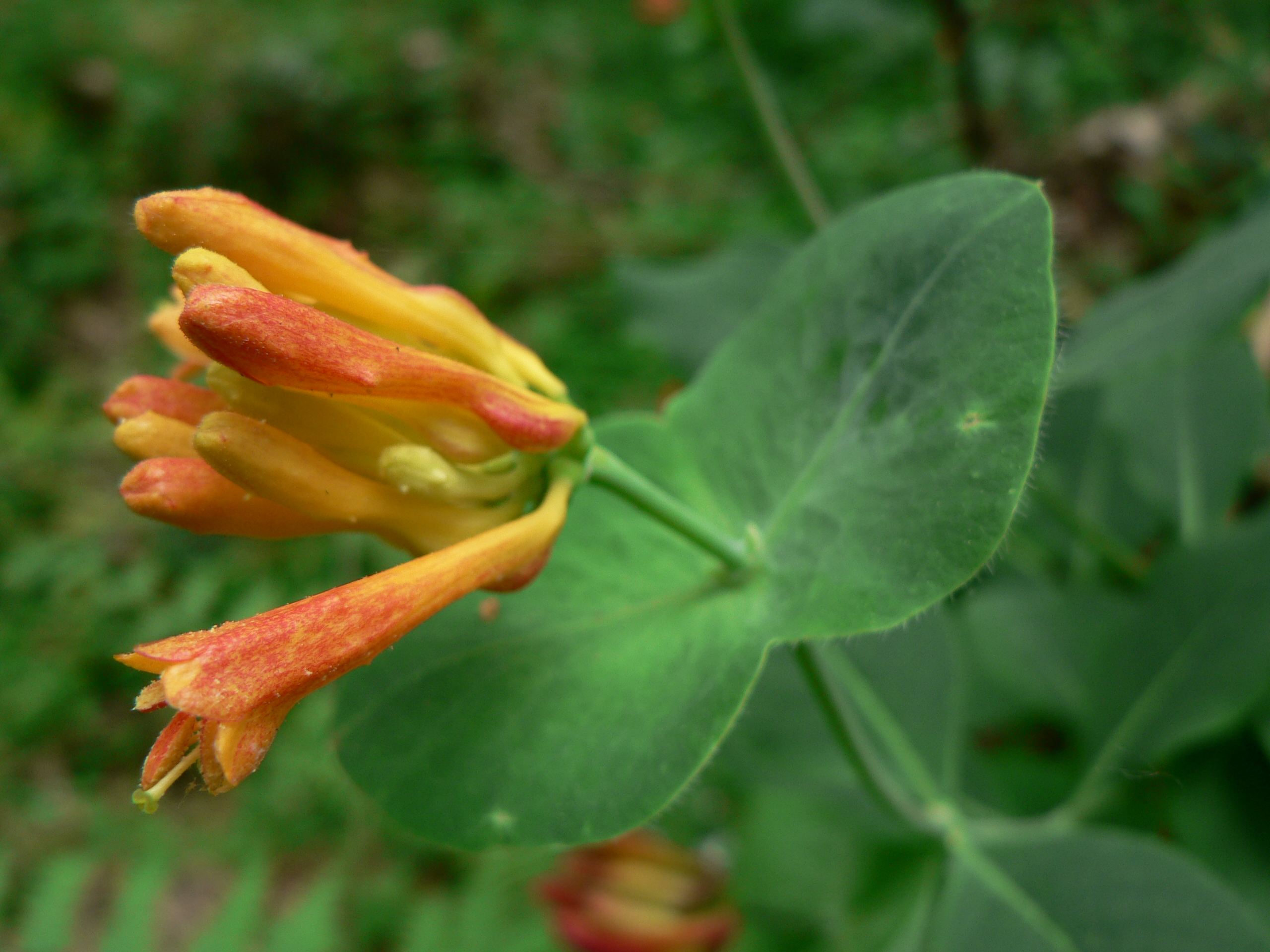
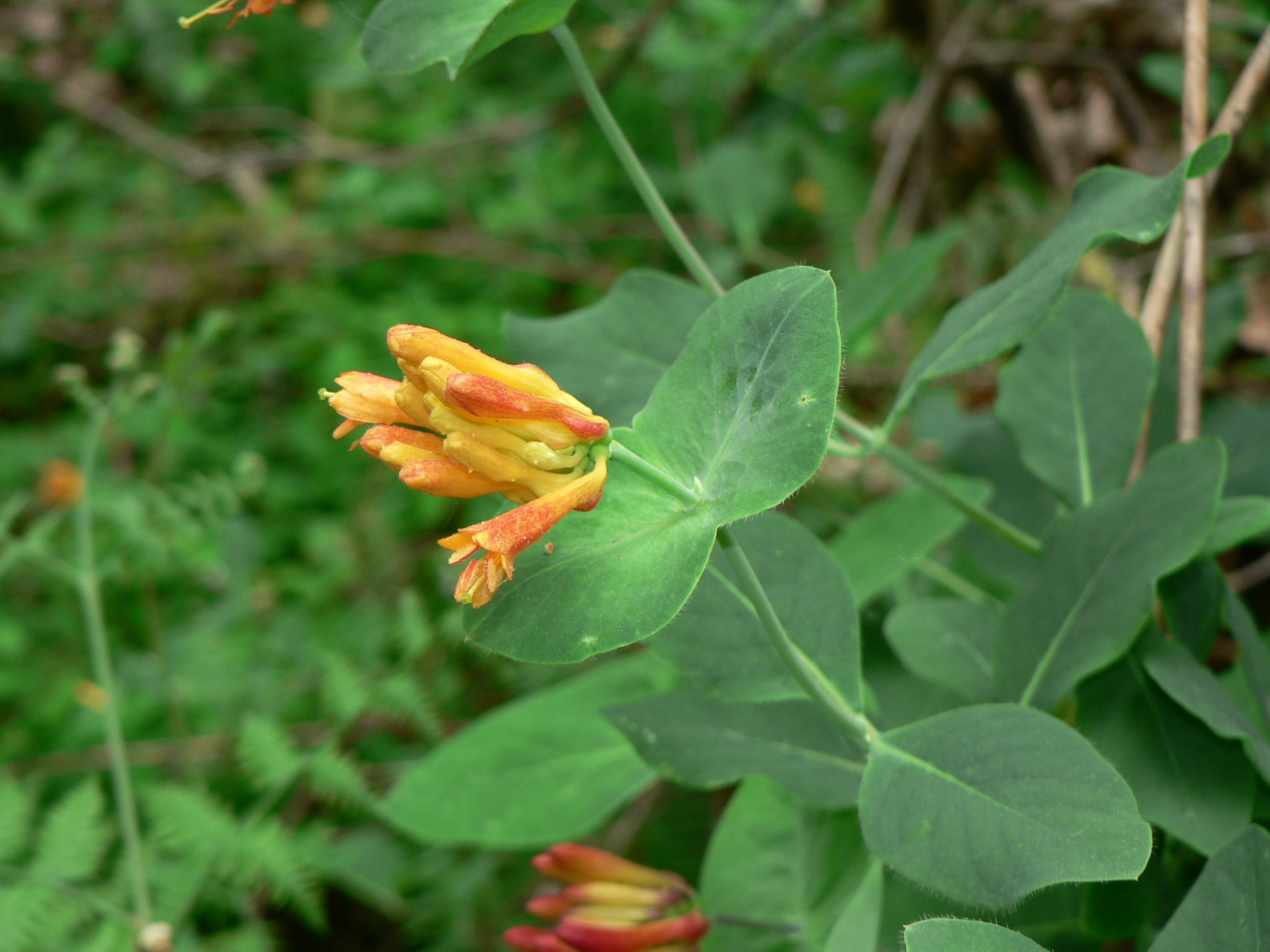
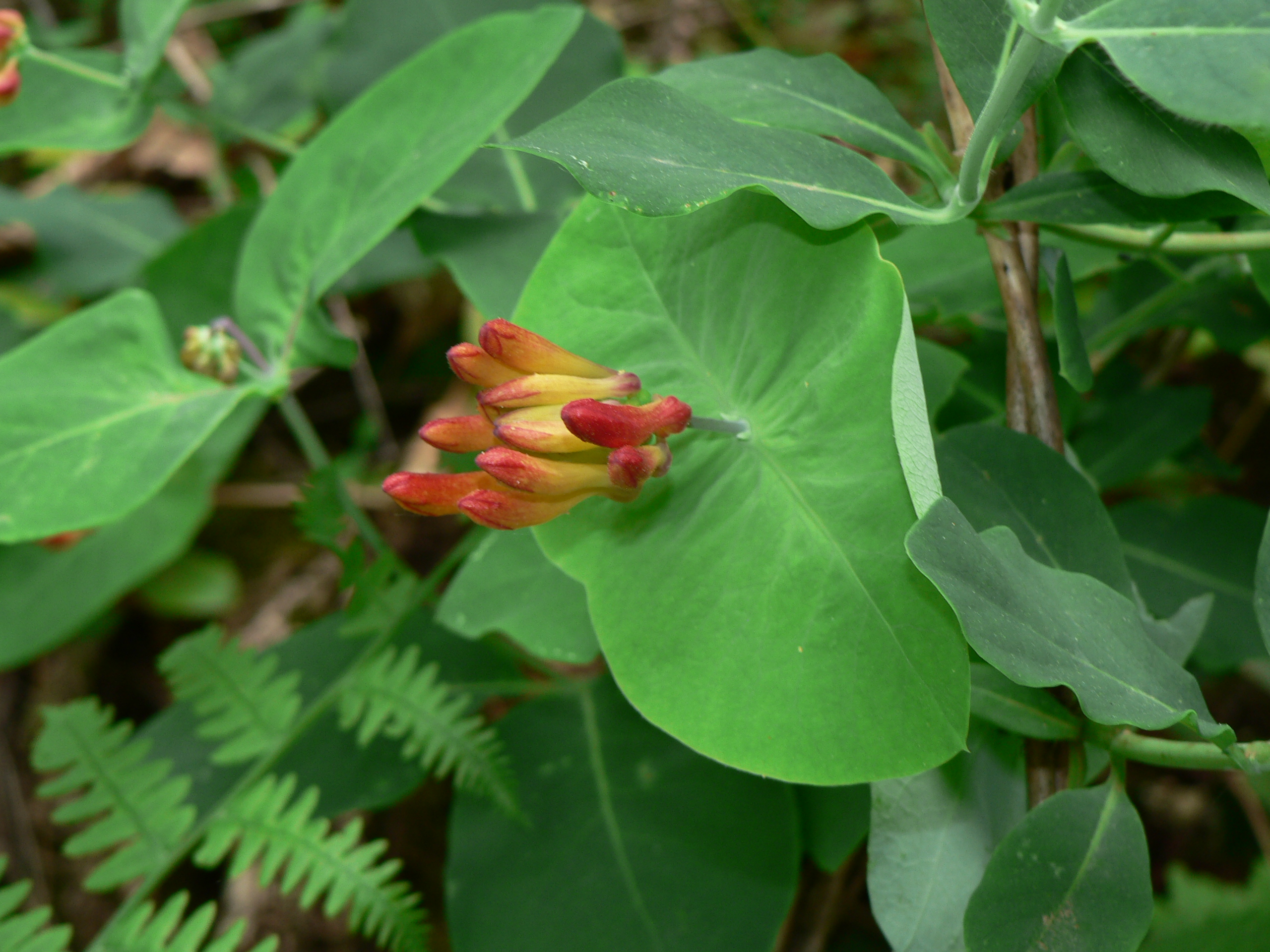
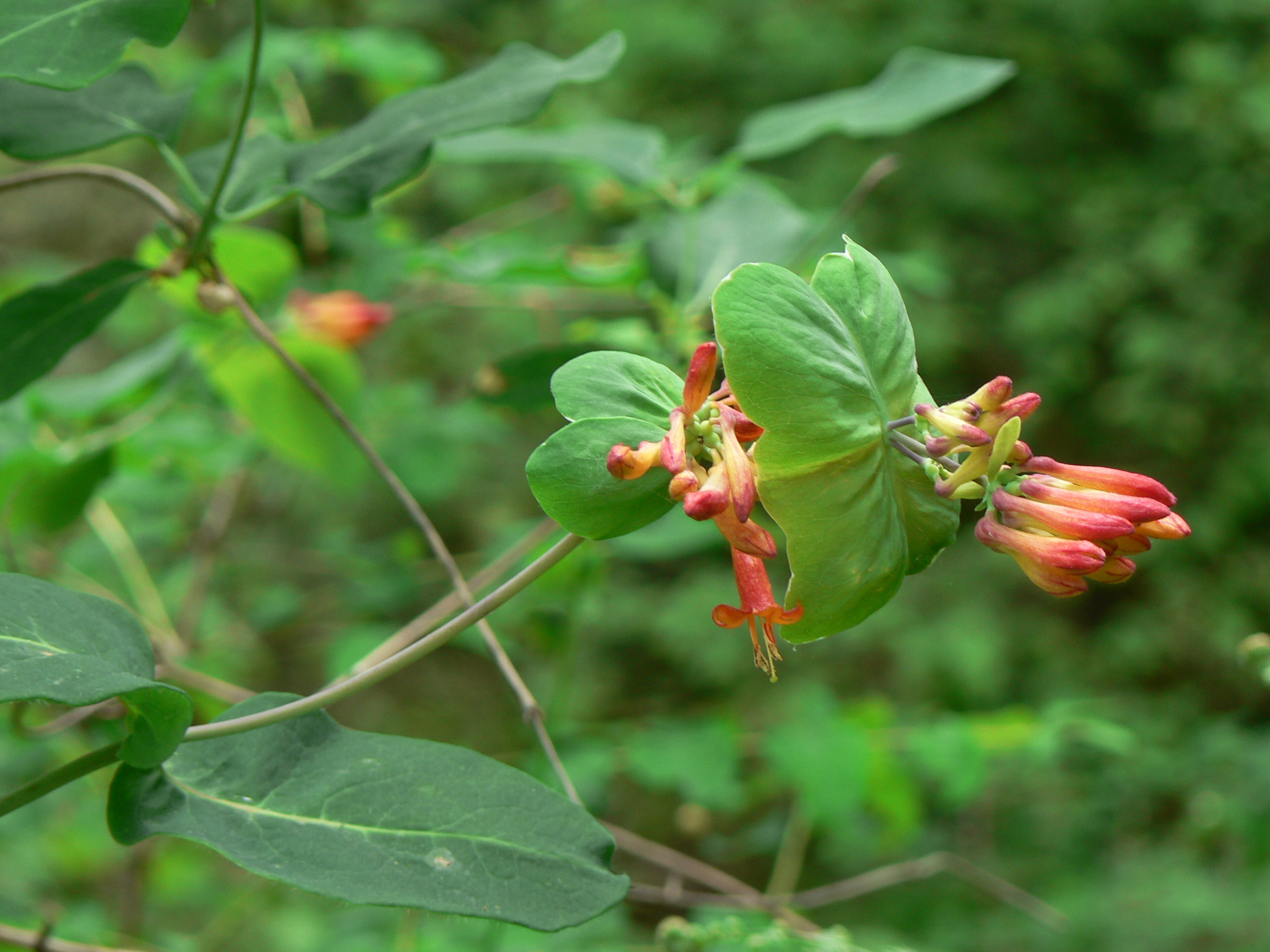
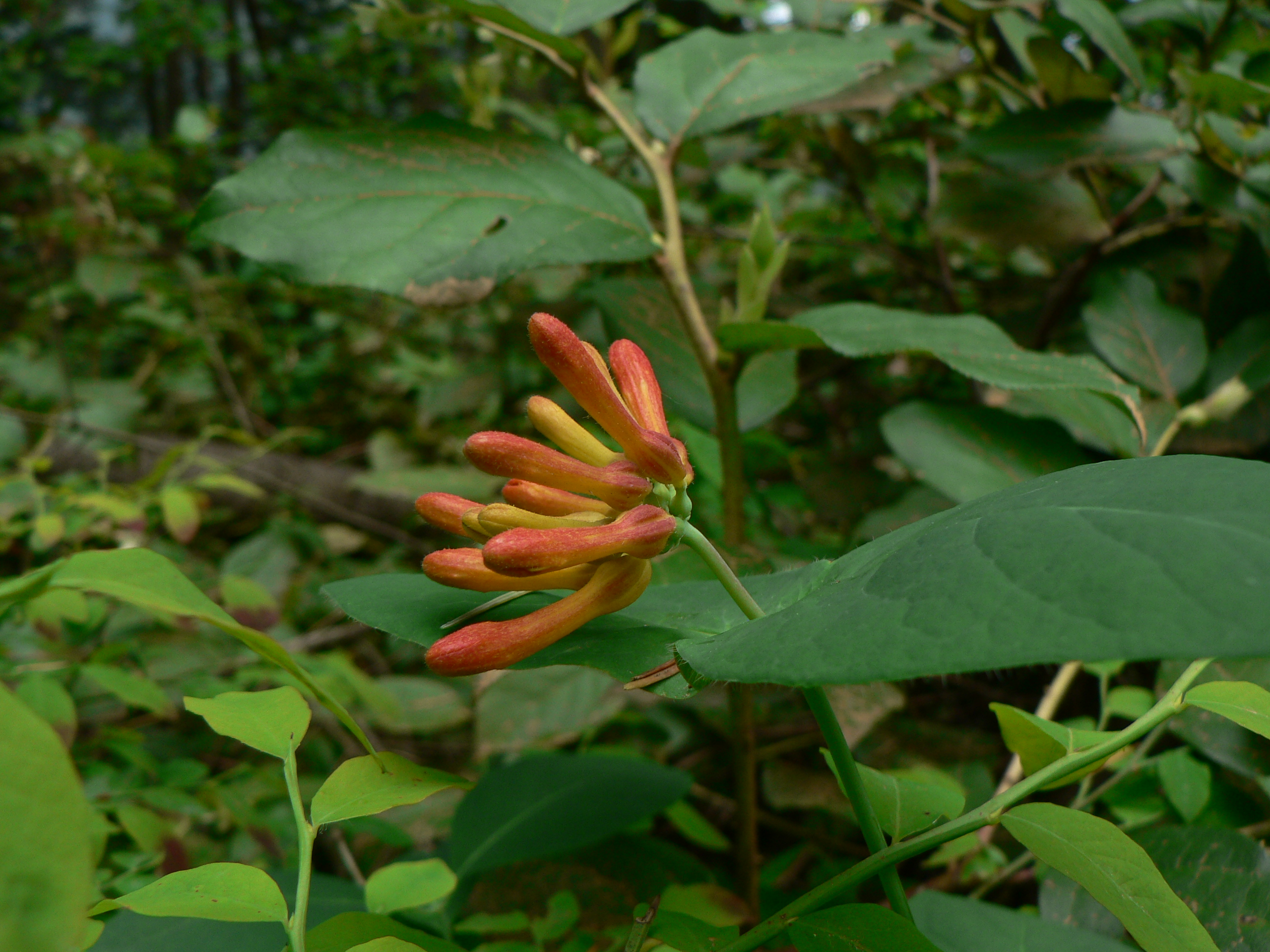